# Nemezja Valle
Nemezja Valle, właśc. wł Giulia Valle (ur. 26 czerwca 1847 w Aoście, zm. 18 grudnia 1916 w Borgaro Torinese) – włoska zakonnica, błogosławiona Kościoła rzymskokatolickiego.
Urodziła się w bogatej rodzinie kupieckiej. Jej rodzicami byli Anselmo Valle i Cristina Dalbar. Na chrzcie otrzymała imię Julia. Gdy miała 4 lata w 1851 roku zmarła jej matka. Julia rozpoczęła nowicjat u Sióstr Miłosierdzia św. Joanny Antidy Thouret i tu przyjęła imię Nemezja. Potem została skierowana do Instytutu św. Wincentego w Tortonie, gdzie przez 35 lat pracowała jako nauczycielka w szkole podstawowej. W 1887 została przełożoną wspólnoty. W 1903 została przeniesiona do Borgaro koło Turynu. Tu z kolei  przez 13 lat była mistrzynią nowicjatu nowej prowincji zakonnej sióstr miłosierdzia. Przez całe swoje życie dawała świadectwo swej miłości do Jezusa Chrystusa.
Zmarła w opinii świętości mając 69 lat.
Beatyfikował ją papież Jan Paweł II w dniu 25 kwietnia 2004 roku.